# Лусахунга
Лусахунга (суахили и англ. Lusahunga) — небольшой город и община (ward / shehia) на северо-западе Танзании, на территории области Кагера. Входит в состав округа Бихарамуло.

## Географическое положение
Город находится в южной части области, к востоку от реки Мверуси, на высоте 1483 метров над уровнем моря.
Лусахунга расположена на расстоянии приблизительно 185 километров к юго-юго-западу (SSW) от города Букоба, административного центра провинции и на расстоянии приблизительно 985 километров к северо-западу от столицы страны Дар-эс-Салама.

## Население
По данным официальной переписи 2012 года численность населения Лусахунги составляла 37 234 человека, из которых мужчины составляли 49,1 %, женщины — соответственно 50,9 %.

## Транспорт
Через город проходит автомагистраль B3. Ближайший аэропорт расположен в городе Нгара.